# Чемпионат Германии по футболу 1911/1912
Чемпионат Германии по футболу 1911/1912 — 10-й розыгрыш Чемпионата Германии по футболу (нем. Deutsche Fußballmeisterschaft). Турнир начался 5 мая 1912 года, а финал состоялся 26 мая 1912 года.
Победителями этого турнира стала команда «Хольштайн» (Киль).
В чемпионате участвовало 8 команд: «Виктория 89» Берлин, «Карлсруэ ФФ», «Лейпциг-Линденау 1899», «Хольштайн» (Киль), «Кёльн 01», «Лигниц», «Пройссен» Берлин, «Данциг».

## 1/4 финала
| «Данциг» | 0:7 | «Виктория 89» Берлин                                         |
| -------- | --- | ------------------------------------------------------------ |
|          |     | Арндт 15′, 22′, 43′ · Ворпицки 62′, 79′ · н/д 67′ · Шипе 69′ |

| «Лейпциг-Линденау 1899»         | 3:2 | «Лигниц»                |
| ------------------------------- | --- | ----------------------- |
| н/д 28′ · Ферверд 47′ · н/д 69′ |     | Мюкенхейм 53′ · н/д 84′ |

| «Хольштайн» Киль     | 2:1 | «Пройссен» Берлин |
| -------------------- | --- | ----------------- |
| Фик 84′ · Биндер 87′ |     | Крюгер 30′        |

| «Кёльн 01»     | 1:8 | «Карлсруэ ФФ»                                                                |
| -------------- | --- | ---------------------------------------------------------------------------- |
| Бош 69′ (авт.) |     | Чертер 31′ · Фёрдерер 39′, 44′, 83′ · Фукс 58′, 75′ · Бройниг 72′ · Хирш 78′ |

## ½ финала
| «Виктория-89» Берлин | 1:2 (д. в.) | «Хольштайн» Киль  |
| -------------------- | ----------- | ----------------- |
| Вернер 107′ (авт.)   |             | Биндер 106′, 129′ |

| «Карлсруэ ФФ»          | 3:1 | «Лейпциг-Линденау 1899» |
| ---------------------- | --- | ----------------------- |
| Фёрдерер 13′, 45′, 70′ |     | Хофманн 58′ (пен.)      |

## Финал
| «Хольштайн» Киль  | 1:0 | «Карлсруэ ФФ» |
| ----------------- | --- | ------------- |
| Мёллер 52′ (пен.) |     |               |